# 東朋高等専修学校
東朋高等専修学校（とうほうこうとうせんしゅうがっこう）は、学校法人岡崎学園が運営する大阪府大阪市天王寺区の専修学校。

## 概要
"合理的配慮のある学校"を掲げ、生徒一人ひとりの個性を活かし、目標を見つけさせることを教育理念としている。一般的な高等学校の授業に加え、パソコン・自動車・ネイル・メイク・陶芸・調理・資格取得に特化したカリキュラムを、生徒一人ひとりに合わせて選べるのが特徴。また、"ソーシャル・スキル・トレーニング"や"カウンセリング"など、自立するための基礎知識を学ぶ授業や心の授業など、不登校傾向生徒や障がい者などに配慮した授業が存在する。また、校内学習のほか、頻繁に遠足やレクリエーションなどが行われるのも一つの特徴。
なお、グループ校の大阪自動車整備専門学校とは地下の連絡通路で結ばれている。これは大阪自動車整備専門学校の校舎が、開校前は当時の東朋ビジネス工科専門学校の校舎だったことによる。また、一部の選択科目の授業は大阪自動車整備専門学校の教室で行われる。

## 沿革
- 1946年（昭和21年）3月 - 財団法人治道学園、コンドル洋裁女学校設立
- 1950年（昭和25年） - 学校事務所を移転
- 1951年（昭和26年）3月 - 学校法人岡崎学園に改組。コンドルドレスメーカー学院と校名変更
- 1958年（昭和33年） - 学校法人奈良岡崎学院を吸収合併
- 1976年（昭和51年） - 専修学校となる。コンドル家政専門学校と校名変更
- 1984年（昭和59年）12月 - 科学技術学園高等学校と技能連携し、高等学校教育と技能（情報）教育を実施
- 1986年（昭和61年）4月 - 東朋モード工科専門学校と校名変更。大学入学資格付与指定校になる
- 1990年（平成2年）
  - 1月 - 「商業高等課程・専門課程」、「家政高等課程・専門課程」の2課程を設置
  - 4月 - 東朋ビジネス工科専門学校と校名変更
- 1997年（平成9年） - 「工業専門課程・自動車科」認可
- 1998年（平成10年）4月 - 商業専門課程を廃止
- 1999年（平成11年）4月 - 「工業専門課程・自動車科」を独立させ、兄弟校として、大阪自動車整備専門学校（工業専門課程・自動車整備科）を開校
- 2001年（平成13年）4月 - 東朋高等専修学校と校名変更
- 2007年（平成19年）4月 - 商業高等課程・総合ビジネス学科（特別支援教育）、別科・高卒資格取得支援コース（単位制）を設置
- 2009年（平成21年）4月 - 総合ビジネス高等課程・普通科を設置。商業高等課程・総合ビジネス学科を総合ビジネス高等課程・総合教育学科と名称変更
- 2010年（平成22年）4月 - 商業実務専門課程・総合キャリア専攻科（1年制）を設置
- 2017年（平成29年）4月 - 商業実務専門課程・総合キャリア専攻科をワークスキルコースに名称変更（ただし従来の"総合キャリア専攻科"の名称も併用される）。本年度より商業実務専門課程・総合キャリア専攻科は新規募集を停止
- 2020年（令和2年）4月 - 学校法人岡崎学園が東朋学園高等学校（通信制課程・単位制普通科）を開校。就労移行支援事業所『レアルタ』、放課後等デイサービス『フォレスト』を開所

## 課程・学科
普通科のクラスにはアルファベット、総合教育学科のクラスには数字を割り当てることにより、クラス名だけで学科が判別できるよう考慮されている。なお、ワークスキルコースのクラスは現在1つのみのため、クラス名の割り当てはされていない（"1年○組"ではなく、"ワークスキルコース"となる）。
総合ビジネス高等課程・普通科
高等専修学校の卒業資格取得のほか、東朋学園高等学校と技能連携（通称"ダブルスクール"）することにより、高等学校の卒業資格も同時に取得することができる。また、この学校独自の"選択科目"として、プロフェッショナルコース・情報コース・資格取得コース・エンジョイコースの4つのジャンルごとにいずれか1つの授業が自由に選択できる。
総合ビジネス高等課程・総合教育学科（特別支援コース）
1クラス約10名の少人数制を採用しており、生徒や教師との間により深い関わりを持てるようにしている。なお、普通科とは一部行事が別になっているほか、技能連携を受けることができるので、高校卒業資格を取得することができる。
商業実務専門課程・総合キャリア専攻科（ワークスキルコース）
18歳以上の生徒向けの学科。社会で自立するために、パソコン・商業計算・ビジネスマナー・職業実践などの授業を受けることができる。また、後期入学も可能。

## 関連校等
- 大阪自動車整備専門学校
- 東朋学園高等学校
- キラナ保育園
- 就労移行支援事業所レアルタ
- 放課後等デイサービスフォレスト

## 所在地
〒543-0017 大阪府大阪市天王寺区城南寺町7-19
最寄り駅
- 近畿日本鉄道（近鉄）大阪上本町駅
- Osaka Metro（谷町線・千日前線）谷町九丁目駅。